# 서울 흥천사
서울 흥천사(-- 興天寺)는 한국의 사찰이다. 행정주소명은 서울특별시 성북구 흥천사길29. 대한불교조계종 제1교구 소속으로 조계사의 말사이다.

## 연혁
흥천사는 조선 태조 6년(1397년) 창건되었다. 태조의 계비였던 현비 강씨가 동왕 5년(1396년) 가을 8월 무술에 사망하자 태조는 왕후 강씨의 능침을 수도 한양도성 안의 경복궁 서쪽 황화방(皇華坊)에 조성하고 강씨의 명복을 기원할 원찰로써 흥천사 건립을 발원하였다. 양촌 권근이 왕명을 받들고 지은 《정릉원당조계종본사흥천사조성기》에 따르면 공사는 1년이 조금 안 되어 마무리되었고, 불전과 승방, 대문, 행랑, 부엌, 욕실 등 모두 170칸, 하사된 전지는 1천 결이나 되었다고 한다. 태조 7년(1398년)에는 흥천사 북쪽에 3층 사리전을 창건하도록 하였다(사리전은 정종 1년(1399년)에 낙성됨).
태조는 흥천사의 공역에 거동해 인부들에게 음식을 제공하는가 하면 흥천사가 완공되지 않았을 때도 신덕왕후의 기일재와 천도재를 이곳에서 열고 자주 거동해 우란분회 등의 법회를 열었으며, 무인정사(1차 왕자의 난) 이후 양위하고 난 뒤에도 흥천사의 공역을 마칠 것을 정종에게 명하거나 추존 환조(이자춘)의 기신재를 흥천사에서 열기도 하였다. 하지만 태종이 즉위한 뒤 태종은 정릉이 한양도성 안에 있어 도성 안에 능침을 쓸 수 없도록 규정한 법률에 어긋난다는 이유로 정릉을 한양도성 바깥의 현재의 위치로 옮기고 신덕왕후의 제사도 격하시켰으며, 정릉의 정자각을 헐어서 명의 사신을 접대하는 태평관의 부재로 활용하기도 하였다. 태종 3년(1403년)에는 흥천사에 속해 있던 전지와 노비를 줄였다. 하지만 태종 6년(1406년)과 11년(1411년), 13년([[1413년)에 흥천사에서 기우제를 올리고, 태조(당시 태상왕)의 뜻에 따라 기존에 흥천사에서 행하던 신덕왕후의 기신재를 그대로 본 사찰에서 계속해서 올리도록 허용하거나, 흥천사의 사리탑을 수리하고 금자법화경을 독송하는 법회를 열기도 하였다.
세종 3년(1422년)과 6년(1424년) 흥천사에서 세종의 탄신일을 기념하는 축수재를 올리거나 이듬해 공비(恭妃) 심씨의 쾌유를 비는 법회를 흥천사에서 열기도 하였으며, 그보다 앞서 세종 1년(1419년)에 일본에서 '서해로 지쿠젠 주 이와시로 부 관사 평만경(平萬景)'의 사신 자격으로 온 승려 정우나 동왕 5년(1423년) 일본에서 온 승려 법근을 흥천사에 머무르게 하기도 하고, 세종 9년(1427년)과 10년(1428년), 12년(1430년)과 13년(1431년) 명(明)에서 온 사신들을 흥천사로 안내하기도 하였다. 또한 창건 당시에는 조계종 본사였던(《정릉원당조계종본사흥천사조성기》) 흥천사는 태종 8년(1408년)에 교종(화엄종)사찰로 이속되었던 흥천사는 세종 6년(1424년)에 전국의 불교 종파를 선교 양종으로 통합할 때 선종도회소(禪宗都會所)로 지정되어 조선 국내의 선종 사찰을 총괄하는 지위를 얻었고, 동왕 11년(1429년)에 크게 중창되었다. 8년 뒤에는 사리전을 중수하였다. 세종 11년(1429년)에 맹사성이 태평관을 고쳐짓는 문제에 대해 태평관의 부지 자체를 흥천사로 옮기는 방법을 건의하였으나 세종은 흥천사가 태조의 원찰이며 태종도 "사신의 객관을 창덕궁과 경복궁 사이에 두라"고 한 점을 들어서 거절하였고, 태평관은 그대로 원래 있던 부지에 짓는 것으로 결정하고 사신이 올 때까지 흥천사에서 임시로 접대하도록 하게 하였다고 한다. 또한 흥천사의 사리전에 대해서도 태조가 지었다는 점을 들어 선공감과 조성도감에서 석수와 목공을 제공하도록 명하기도 하였으며, 동왕 17년(1435년) 흥천사의 사리각을 대대적으로 고쳐 짓도록 명하였다.
신료들이나 유생들은 흥천사가 한양도성 안에 있으므로 이를 바깥으로 옮겨야 한다고 주장하거나, 흥천사의 수리를 정지하거나 연기할 것을 청하였지만 세종은 흥천사가 태조와의 연고가 있는 사찰이며 태조의 자손으로써 태조가 보호를 명한 사찰을 퇴락하게 내버려둘 수는 없다는 논리로 윤허하지 않았다. 세조 7년(1461년)에는 흥천사에 범종을 공양하였으며(흥천사명 동종), 흥천사에서 지내기로 한 불공이 빠진 것에 대해 승정원을 통해 판사와 판관, 주부를 국문하도록 하였고, 동왕 13년(1467년) 모든 영선을 파하게 하면서도 한양도성의 수축과 경선전, 함원전 및 흥천사의 보수 공사만큼은 정지하지 말도록 명하였다. 예종과 성종 모두 전례대로 기우제와 기청제를 흥천사에서 올리고, 일본에서 오는 사신들을 접대하는 객관으로써 흥천사 공간을 활용하였다. 그러나 연산군 10년(1504년) 흥천사는 사리전만 남기고 화재로 전소되었고, 사리전도 6년 뒤인 중종 5년(1510년) 불타버렸다. 불타버린 흥천사는 한동안 공지로 남아 있었고, 중종이 흥천사 부지에 사람들이 집을 짓고 사는 것을 허용하기도 하였다.
선조 2년(1569년)에 왕명으로 함취정(含翠亭) 옛 터에 흥천사를 옮겨 짓고 이름을 '신흥사(新興寺)'라 고쳤다. 현종 10년(1669년) 송시열이 신덕왕후를 종묘에 다시 배향할 것을 청하면서 당시 권근이 지었던 흥천사조성기와 함께 선조 때의 태학(성균관) 학생이었던 채증광 등이 올렸던 신덕왕후의 배향 요청 상소를 왕에게 보였고, 신덕왕후는 시호와 존호가 복귀되어 종묘에 태조의 왕후로써 배향되었다. 흥천사는 정조 18년(1794년) 성민, 경산, 경신 등 승려들의 발원으로 정릉과 가까운 현재의 자리에 옮겨 지었다. 이후 헌종 12년(1846년) 칠성각(七星閣)이, 동왕 15년(1849년) 적조암(寂照庵)이 창건되고, 철종 4년(1853년) 극락보전(極樂寶殿), 5년(1855년) 명부전(冥府殿)이 낙성되었다.
고종 2년(1865년)에 흥선대원군의 지원으로 대방과 요사를 짓고 중창한 뒤 다시 흥천사라고 부르게 되었다. 1891년에	42수 관음상을 봉안하였으며, 1894년에 명부전을 중수하였다.

## 갤러리

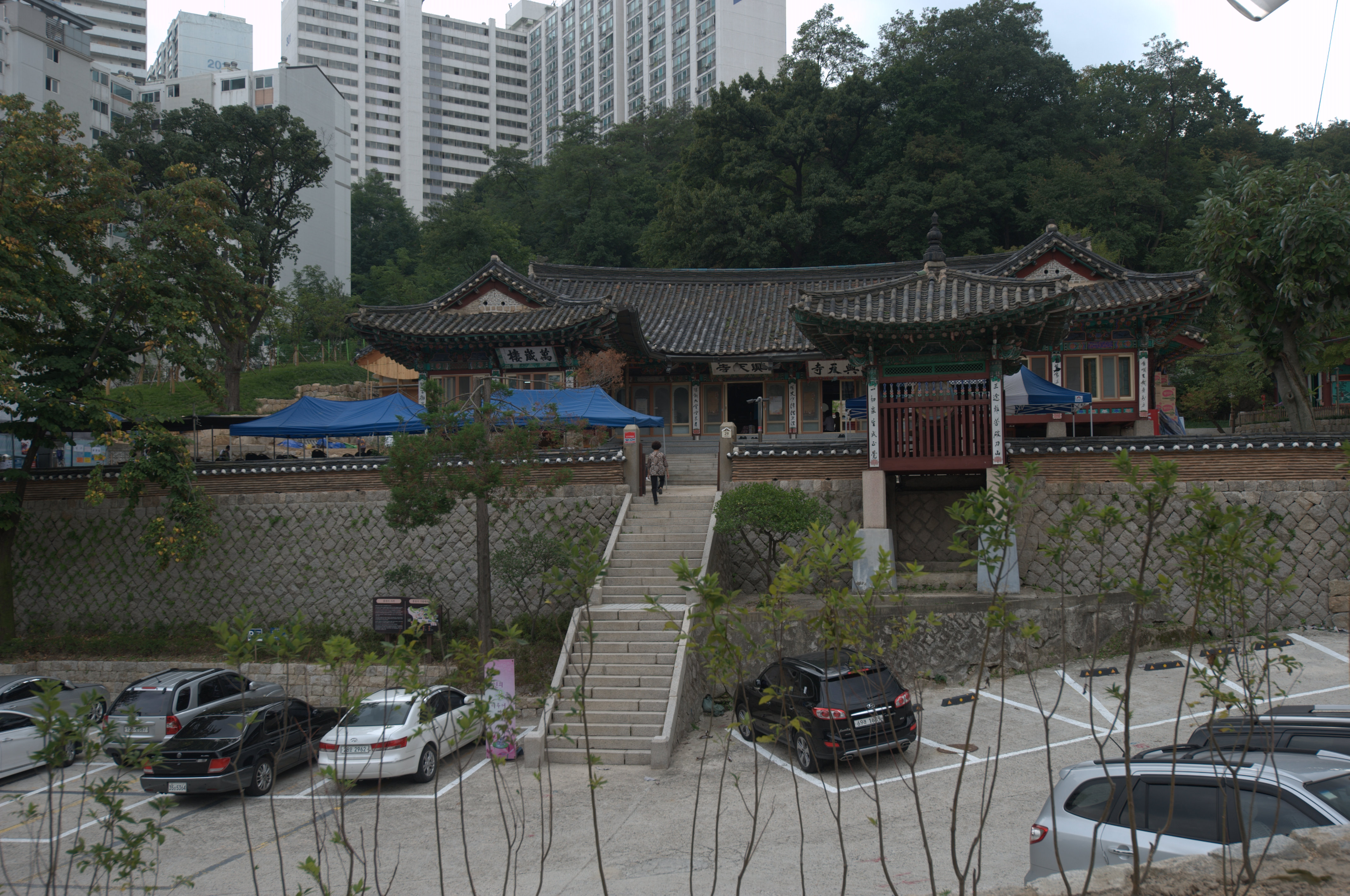
흥천사 전경
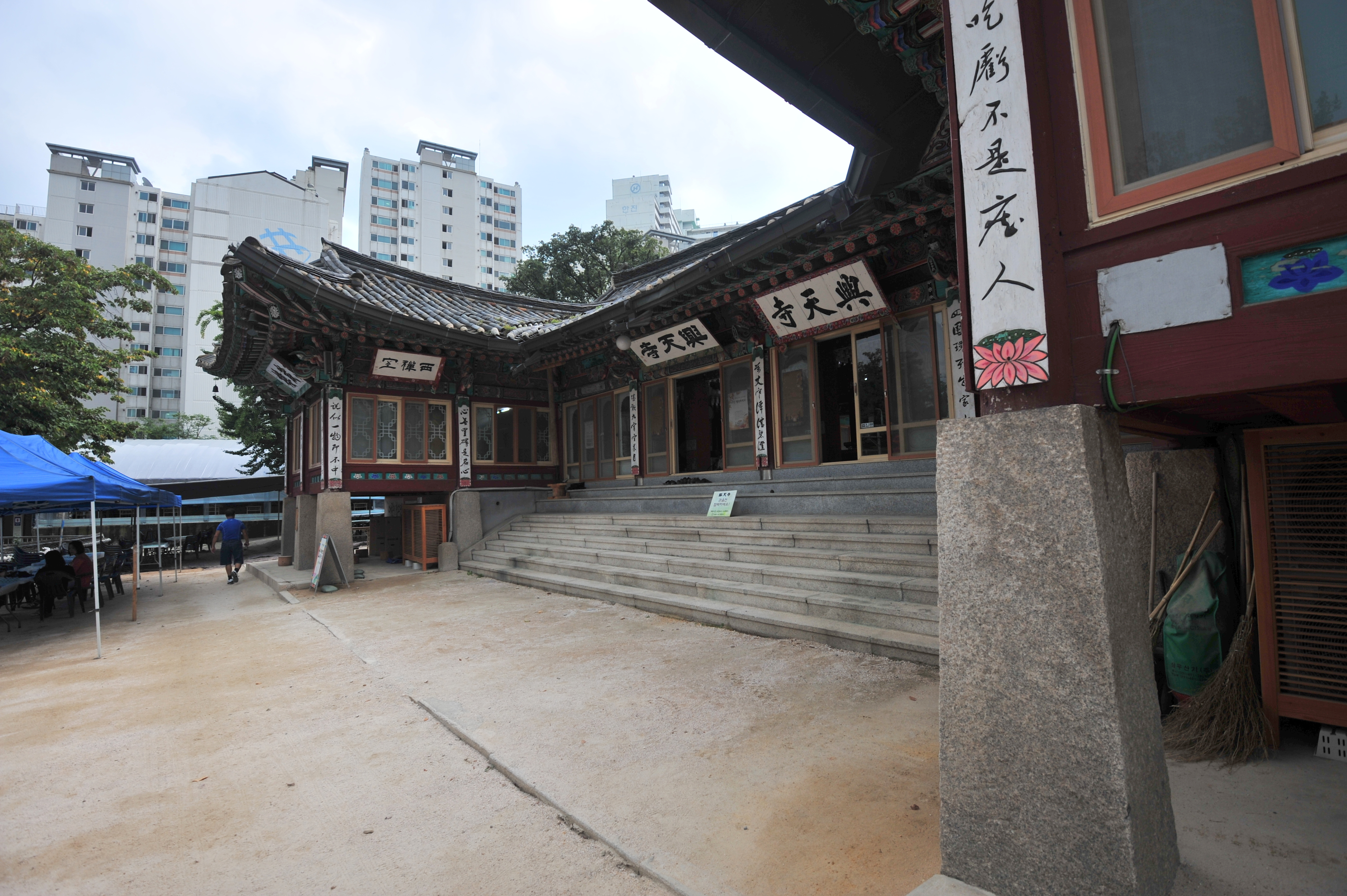
흥천사 전경
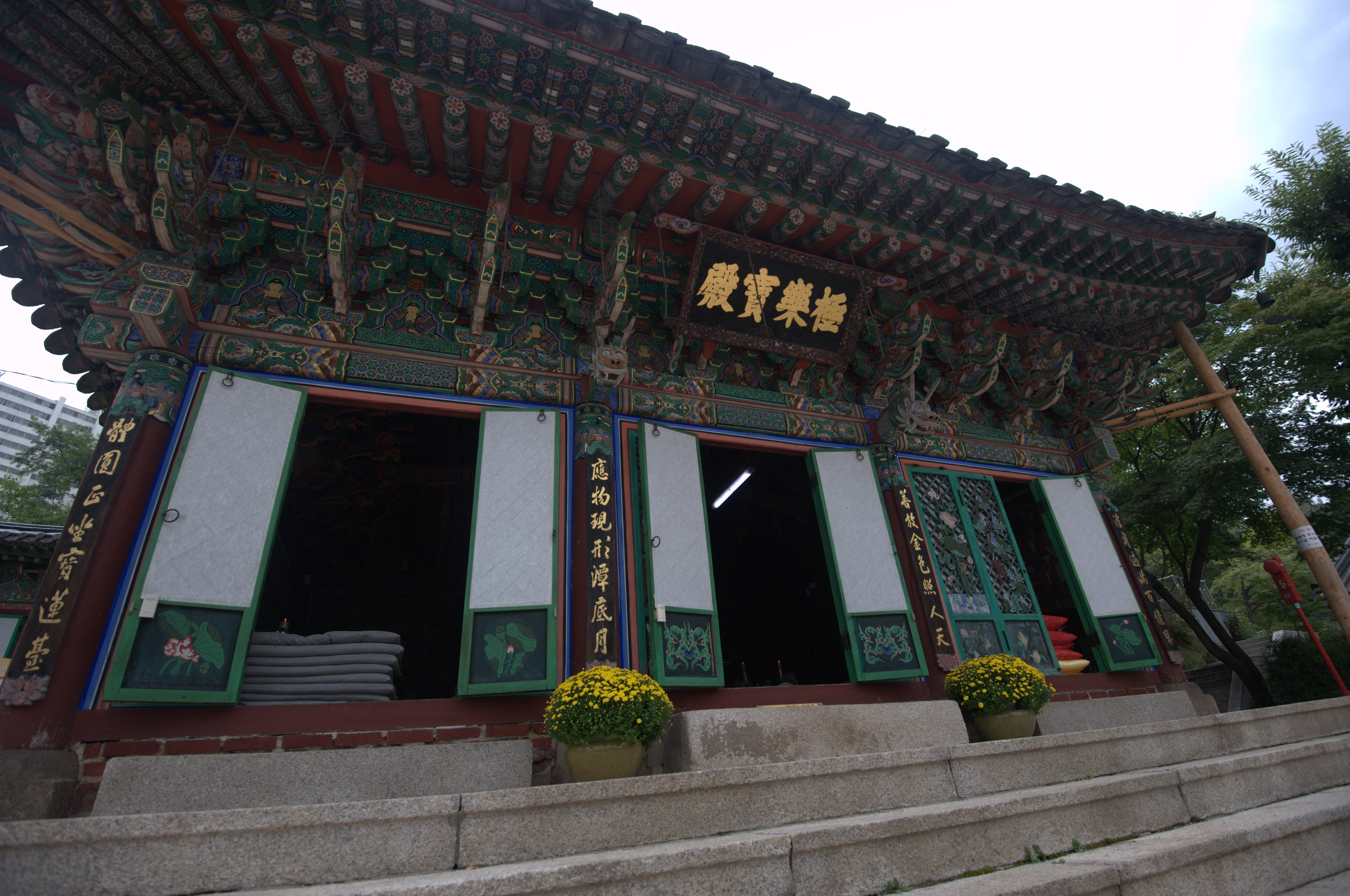
흥천사 극락보전
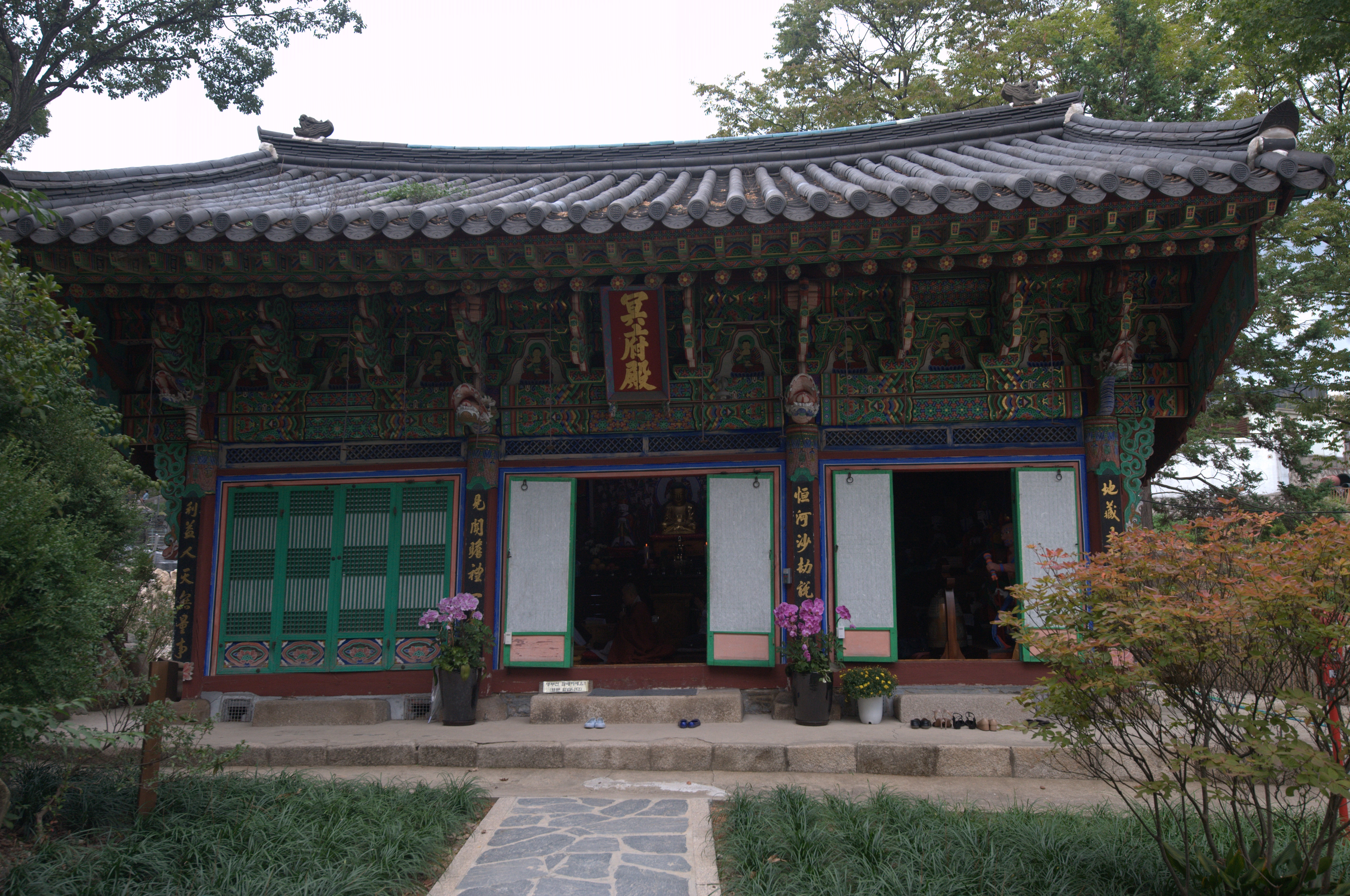
흥천사 명부전

## 같이 보기
- 서울특별시의 사찰 목록

## 참고 문헌
- 조선왕조실록
- 《양촌선생문집》

## 대중교통
서울 지하철 4호선 성신여대입구역 6번 출구로 나와서 마을버스 22번을 타고 돈암2동주민센터에서 하차한다.